# Derbystoet
Le Derbystoet (« derby de la jument ») est une course hippique de trot attelé se déroulant au mois de septembre sur l'hippodrome de Jägersro à Malmö, en Suède.
C'est une course de Groupe I réservée aux juments suédoises de 4 ans. Elle se court sur la distance de 2 140 mètres, départ à l'autostart. Pour l'année 2024, l'allocation s'élève à 2 000 000 SEK (environ 176 435 €), dont 1 000 000 SEK pour la gagnante.

## Palmarès depuis 2010
| Année | Vainqueur      | Père             | Driver             | Entraîneur         | Deuxième          | Troisième      | Réd.km |
| ----- | -------------- | ---------------- | ------------------ | ------------------ | ----------------- | -------------- | ------ |
| 2024  | Daim Brodda    | Readly Express   | Eirik Höitomt      | Thor Borg          | Dial Square       | Knikers Sisu   | 1'11"9 |
| 2023  | Global Dancer  | Carat Williams   | Carl Johan Jepson  | Fredrik Wallin     | Jennifer Sisu     | Mellby Korall  | 1'12"1 |
| 2022  | Lara Boko      | Djali Boko       | Mika Forss         | Timo Nurmos        | Senorita Tokio    | Glorius Rain   | 1'12"  |
| 2021  | Honey Mearas   | Readly Express   | Örjan Kihlström    | Daniel Redén       | Global Brilliance | Sayonara       | 1'11"5 |
| 2020  | Diana Zet      | Hard Livin       | Örjan Kihlström    | Daniel Redén       | Milady Grace      | Alaska Kronos  | 1'12"7 |
| 2019  | Racing Brodda  | Prodigious       | Rikard N. Skoglund | Mattias Djuse      | Conrads Rödluva   | Miss Sober     | 1'12"1 |
| 2018  | Run Chica Run  | Scarlet Knight   | Peter Untersteiner | Peter Untersteiner | Europhile Am      | Mellby Free    | 1'12"  |
| 2017  | Cash Crowe     | Ready Cash       | Johnny Takter      | Petri Puro         | Mulligan          | Unique Juni    | 1'11"6 |
| 2016  | Otrobanda      | Celebrity Secret | Peter Untersteiner | Peter Untersteiner | Kryssa Futura     | Tunika         | 1'12"9 |
| 2015  | Evin Boko      | Viking Kronos    | Jorma Kontio       | Timo Nurmos        | Diamond River     | Evelina Palema | 1'13"1 |
| 2014  | Neona Princess | Gigant Neo       | Peter Untersteiner | Peter Untersteiner | D'One             | Darling Boko   | 1'13"2 |
| 2013  | Fascination    | Super Arnie      | Johnny Takter      | Lars I. Nilsson    | Rica Neo          | Your Highness  | 1'13"7 |
| 2012  | Red Red Red    | Offshore Dream   | Fredrik Persson    | Fredrik Persson    | Drillbit Ås       | Famous Dream   | 1'12"2 |
| 2011  | Nettan Palema  | Gidde Palema     | Åke Svanstedt      | Åke Svanstedt      | Cruise Speed      | Domino Sund    | 1'13"4 |
| 2010  | Viola Silas    | Lindy Lane       | Fredrik Persson    | Fredrik Persson    | Stepping Space    | Pebbly         | 1'12"7 |